# Georg Kolbe
Georg Kolbe (Waldheim, 1877 - Berlín, 1947) fue un escultor alemán. Trabajó en París, Roma, Leipzig y Berlín. De estilo clasicista, posteriormente recibió la influencia del expresionismo. Fue una figura destacada de una generación de escultores surgida en la primera mitad del siglo XX. El estilo de sus obras, moderno y a la vez clásico y simplificado, se caracteriza por el vigor de sus figuras, comparable al del escultor francés Aristide Maillol.

## Obras destacadas
Autor de obras como Danzarina, el proyecto de Monumento a Beethoven en Berlín, el Monumento a los Caídos en Guerra de Leipzig y La Mañana, en el Pabellón de Alemania de la Exposición Internacional de Barcelona (1929).

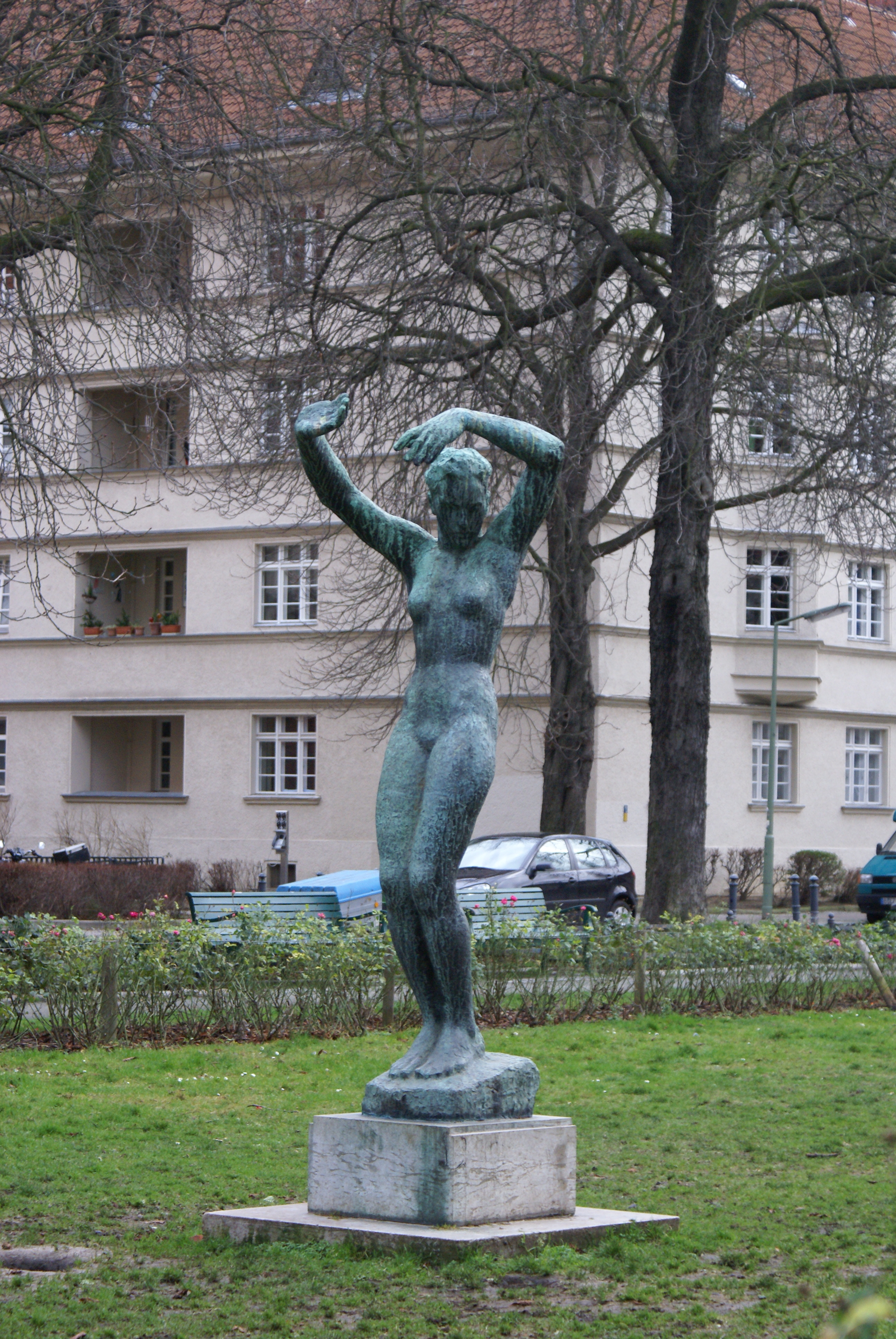
La Mañana, en el Ceciliengärten de Berlín
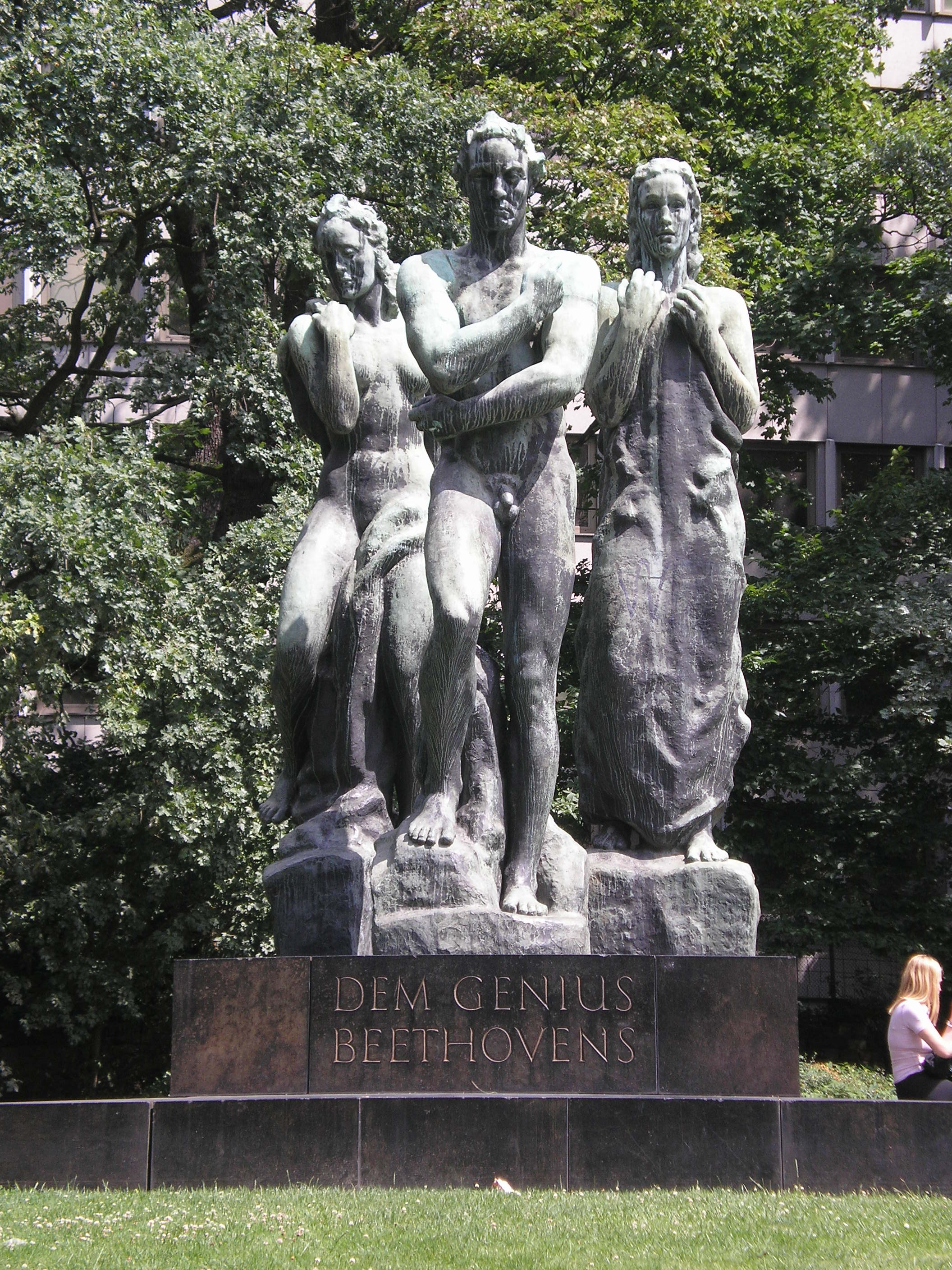
"Dem Genius Beethovens" en Fráncfort del Meno

## Eponimia
- El asteroide (7315) Kolbe, descubierto en 1973, lleva este nombre en su memoria.